# 美国堪萨斯联邦地区法院
美国堪萨斯联邦地区法院 （ United States District Court for the District of Kansas；引用时缩写为 D. Kan. ）是美国94个联邦地区法院中唯一位于堪萨斯州的。该法院审理后的案件需上诉至第十巡回法院，专利及《塔克法案》相关的案件需上诉至联邦巡回区法院。该法院的司法管辖权覆盖该州全部。